# Décès en 1338
Décès
- 1334
- 1335
- 1336
- 1337
- 1338
- 1339
- 1340
- 1341
- 1342

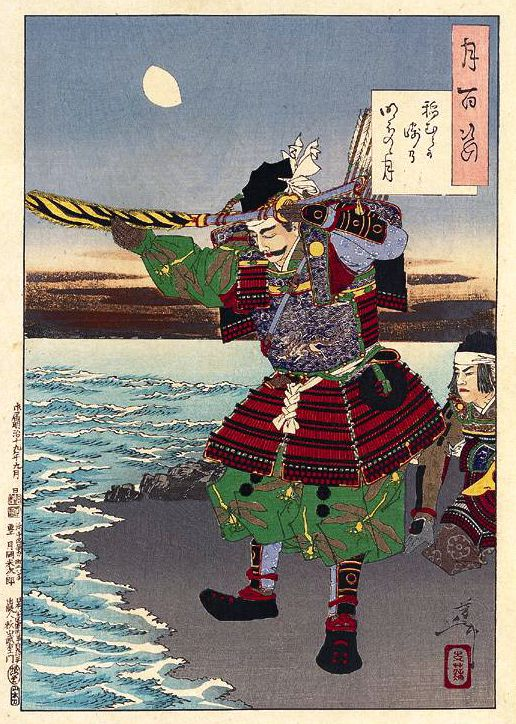
Nitta Yoshisada, mort en 1338.

Cette page dresse une liste de personnalités mortes au cours de l'année 1338 :
- mars : Andrew Murray de Bothwell, ou Sir Andrew Moray de Petty, chef militaire écossais commandant des troupes de David II d'Écosse puis Gardien de l'Écosse.
- 24 avril : Théodore Ier de Montferrat, ou Théodore Comnène Paléologue de Montferrat, fils de l'empereur byzantin Andronic II Paléologue, marquis de Montferrat.
- 5 mai : Tsunenaga, un des fils de l'empereur Go-Daigo engagé dans les guerres de l'époque Nanboku-chō entre la lignée impériale de la Cour du Sud, à laquelle il appartenait, et le shogunat Ashikaga.
- 17 mai : Pierre de Jean, successivement évêque de Meaux, de Viviers, de Bayeux et de Carcassonne.
- 10 juin : Kitabatake Akiie, kuge (noble de cour) japonais et important soutien de la Cour du Sud durant les guerres de l'époque Nanboku-chō. Il occupe également les postes de chinjufu-shogun (commandant en chef de la défense du nord) et shugo (gouverneur) de la province de Mutsu.
- 4 août : Thomas de Brotherton, comte de Norfolk.
- 17 août : Nitta Yoshisada, chef de la famille Nitta et partisan de la Cour du Sud de l'empereur japonais Go-Daigo au cours de la période Nanboku-chō. Il s'empare en 1333 de Kamakura, jusqu'alors dominé par le clan Hōjō.
- 22 août : Guillaume II d'Athènes, infant de Sicile.
- 13 décembre : Guillaume de Brosse, évêque du Puy.

- Alphonse Frédéric d'Aragon, ou Alfonso Fadrique d'Aragon, lieutenant Général ou vicaire du Duché d'Athènes.
- Marsilio da Carrara, seigneur de Padoue.
- Edmond de Burgh, 4e seigneur de Connaught et 2e Comte d'Ulster dit le Comte Rouge.
- Eudes de Franconville, prieur de l'abbaye de Lièpvre.
- Alain de Haïloury, évêque de Tréguier.
- Othenin de Montbéliard, ou Othenin le fol, comte de Montbéliard.
- Bonabes Ier de Rochefort, évêque de Nantes.
- Marino Sanuto l'Ancien, géographe et voyageur vénitien.
- Prince Narinaga, un des deux seii taishogun durant la restauration de Kemmu.
- Ugolino I Trinci, condottiere italien et seigneur de Foligno.
- Nitta Yoshiaki, samouraï du clan Nitta au Japon.

## Crédit d'auteurs
- Cet article est partiellement ou en totalité issu de l'article intitulé « 1338 » (voir la liste des auteurs).